# 1310
1310 (MCCCX) var ett normalår som började en torsdag i den julianska kalendern.

## Händelser

### Mars
- 12 mars – Stilleståndet i Stensjö sluts mellan Norge och hertigarna Erik och Valdemar.
- 22 mars – Freden i Oslo sluts mellan Sverige och Norge.

### Juli
- 17 juli – Freden i Helsingborg sluts mellan Sverige, Danmark och Norge.
- 20 juli – Ytterligare en överenskommelse sluts i Helsingborg.

### Okänt datum
- Birger Magnusson blir åter Sveriges kung och hertigarna får halva riket i förläning.
- Gottrörabonden Botulf vägrar tro på transsubstantiationsläran, det vill säga att nattvardsoblaten och -vinet verkligen förvandlas till Kristi lekamen. Han döms därför till döden och bränns på bål. Detta är det enda egentliga fallet av kätteri i Sveriges historia.
- Johan av Luxemburg blir kung av Böhmen.
- Tiomannarådet bildas i Venedig.

## Födda
- Urban V, född Guillaume de Grimaud, påve 1362–1370.
- Gil Álvarez de Albornoz, spansk kardinal.
- Laura de Sade, fransk grevinna och utpekad musa åt kaplanen Francesco Petrarca.
- Guillaume Tirel, fransk hovkock (d. 1395)

## Avlidna
- 18 september – Isarnus, dansk ärkebiskop från 1303 till tidigare detta år.
- Abjörn Sixtensson, svensk riddare och riksråd, drots åt hertigarna Erik och Valdemar sedan 1302.
- Marguerite Porete, fransk mystiker.